# Siegfried Magiera
Siegfried Magiera (* 5. Oktober 1941) ist ein deutscher Rechtswissenschaftler und Hochschullehrer.

## Leben
Magiera studierte Rechts- und Politikwissenschaften an den Universitäten Kiel, Freiburg im Breisgau, Berlin und Kansas/USA. Nach den beiden Staatsexamina machte er den Master of Arts in Political Science an der Universität Kansas; später promovierte er zum Dr. iur. und habilitierte für öffentliches Recht an der Universität Kiel. Danach war Magiera als Professor für öffentliches Recht an der Universität zu Köln tätig, bevor er 1984 den Jean-Monnet-Lehrstuhl für öffentliches Recht, insbesondere Völker- und Europarecht, an der Deutschen Hochschule für Verwaltungswissenschaften Speyer bekam.

## Publikationen (Auswahl)
- mit Detlef Merten, Matthias Niedobitek und Karl-Peter Sommermann Hrsg.: Schriften zum Europäischen Recht. Duncker & Humblot, Berlin.
- Die Vorwahlen (Primaries) in den Vereinigten Staaten. Demokratisierung von Wahlen und Parteien (= Parlamente und Parteien, Bd. 3). Athenäum-Verl., Frankfurt/M. 1971 (Dissertation Universität Kiel).
- Parlament und Staatsleitung in der Verfassungsordnung des Grundgesetzes. Eine Untersuchung zu den Grundlagen der Stellung und Aufgaben des Deutschen Bundestages (= Veröffentlichungen des Instituts für Internationales Recht an der Universität Kiel, Bd. 81). Duncker & Humblot, Berlin 1979, ISBN 3-428-04511-4 (Habilitation Universität Kiel).